# Eleccions legislatives italianes de 2001
Les eleccions legislatives italianes de 2001 es van celebrar el 13 de maig a Itàlia.

## Cambra dels Diputats, quota majoritària
| Grups electorals               | vots       | vots (%) | escons |
| ------------------------------ | ---------- | -------- | ------ |
| L'Ulivo                        | 16.019.388 | 42,99    | 183    |
| SVP - L'Ulivo                  | 190.556    | 0,51     | 5      |
| L'Ulivo - Con Illy per Trieste | 78.284     | 0,21     | 1      |
| Südtiroler Volkspartei         | 173.735    | 0,47     | 3      |
| Casa de les Llibertats         | 16.915.513 | 45,40    | 282    |
| Vallée d'Aoste                 | 25.577     | 0,07     | 1      |
| altres grups                   | 3.856.652  | 10,35    | -      |
| Total                          | 37.259.705 |          | 475    |

Font Ministeri de l'Interior

## Cambra dels Diputats, quota proporcionals
- Només ho accedeixen les llistes que almenys han obtingut el 4% dels vots.

| Llistes electorals       | vots       | vots (%) | escons |
| ------------------------ | ---------- | -------- | ------ |
| Forza Italia             | 10.923.431 | 29,43    | 62     |
| Demòcrates d'Esquerres   | 6.151.154  | 16,57    | 31     |
| La Margherita            | 5.391.827  | 14,52    | 27     |
| Alleanza Nazionale       | 4.463.205  | 12,02    | 24     |
| Rifondazione Comunista   | 1.868.659  | 5,03     | 11     |
| Lliga Nord               | 1.464.301  | 3,94     | 0      |
| Llista Di Pietro         | 1.443.725  | 3,89     | 0      |
| Il Biancofiore (CCD-CDU) | 1.194.040  | 3,22     | 0      |
| Democrazia Europea       | 888.269    | 2,39     | 0      |
| Pannella-Bonino          | 832.213    | 2,24     | 0      |
| Il Girasole (Verdi-SDI)  | 805.340    | 2,17     | 0      |
| Comunistes Italians      | 620.859    | 1,67     | 0      |
| Nou PSI                  | 353.269    | 0,95     | 0      |
| Südtiroler Volkspartei   | 200.059    | 0,54     | 0      |
| Fiamma Tricolore         | 143.963    | 0,39     | 0      |
| altres llistes           | 378.482    | 1,02     | -      |
| Total                    | 37.122.776 |          | 155    |

Font: Ministeri de l'Interior

## Cambra dels Diputats, escons totals
| Grups / Llistes electorals     | escons     | escons       | escons | escons |
| Grups / Llistes electorals     | majoritari | proporcional | total  | %      |
| ------------------------------ | ---------- | ------------ | ------ | ------ |
| Casa de les Llibertats         | 282        |              | 282    |        |
| Forza Italia                   |            | 62           | 62     |        |
| Alleanza Nazionale             |            | 24           | 24     |        |
| Total Casa de les Llibertats   | 282        | 86           | 368    | 58,4   |
| L'Ulivo                        | 183        |              | 183    |        |
| Demòcrates d'Esquerres         |            | 31           | 31     |        |
| La Margherita                  |            | 27           | 27     |        |
| L'Ulivo - Con Illy per Trieste | 1          |              | 1      |        |
| SVP - L'Ulivo                  | 5          |              | 5      |        |
| Südtiroler Volkspartei         | 3          |              | 3      |        |
| Total L'Ulivo i aliats         | 192        | 58           | 250    | 39,7   |
| Rifondazione Comunista         |            | 11           | 11     |        |
| Vallée d'Aoste                 | 1          |              | 1      |        |
| Total altres                   | 1          | 11           | 12     | 1,9    |
| Total                          | 475        | 155          | 630    |        |

## Senat de la República
| Grups electorals                          | vots       | vots (%) | uninominal | proporcional | escons |
| ----------------------------------------- | ---------- | -------- | ---------- | ------------ | ------ |
| L'Ulivo                                   | 13.106.860 | 38,70    | 74         | 51           | 125    |
| SVP - L'Ulivo                             | 175.635    | 0,52     | 3          | -            | 3      |
| Südtiroler Volkspartei                    | 126.177    | 0,37     | 2          | -            | 2      |
| Rifondazione Comunista                    | 1.708.707  | 5,04     | -          | 4            | 4      |
| Casa de les Llibertats                    | 14.406.519 | 42,53    | 152        | 24           | 176    |
| Lista Di Pietro                           | 1.140.489  | 3,37     | -          | 1            | 1      |
| Democrazia Europea                        | 1.066.908  | 3,15     | -          | 2            | 2      |
| Lliga per l'Autonomia - Aliança Llombarda | 308.559    | 0,91     | -          | 1            | 1      |
| Vallée d'Aoste                            | 32.429     | 0,10     | 1          | -            | 1      |
| altres grups                              | 1.798.979  | 5,31     | -          | -            | -      |
| Total                                     | 33.871.262 | 100      | 232        | 83           | 315    |

Font: Ministeri de l'Interior